# Sogn Paul (Kirche)

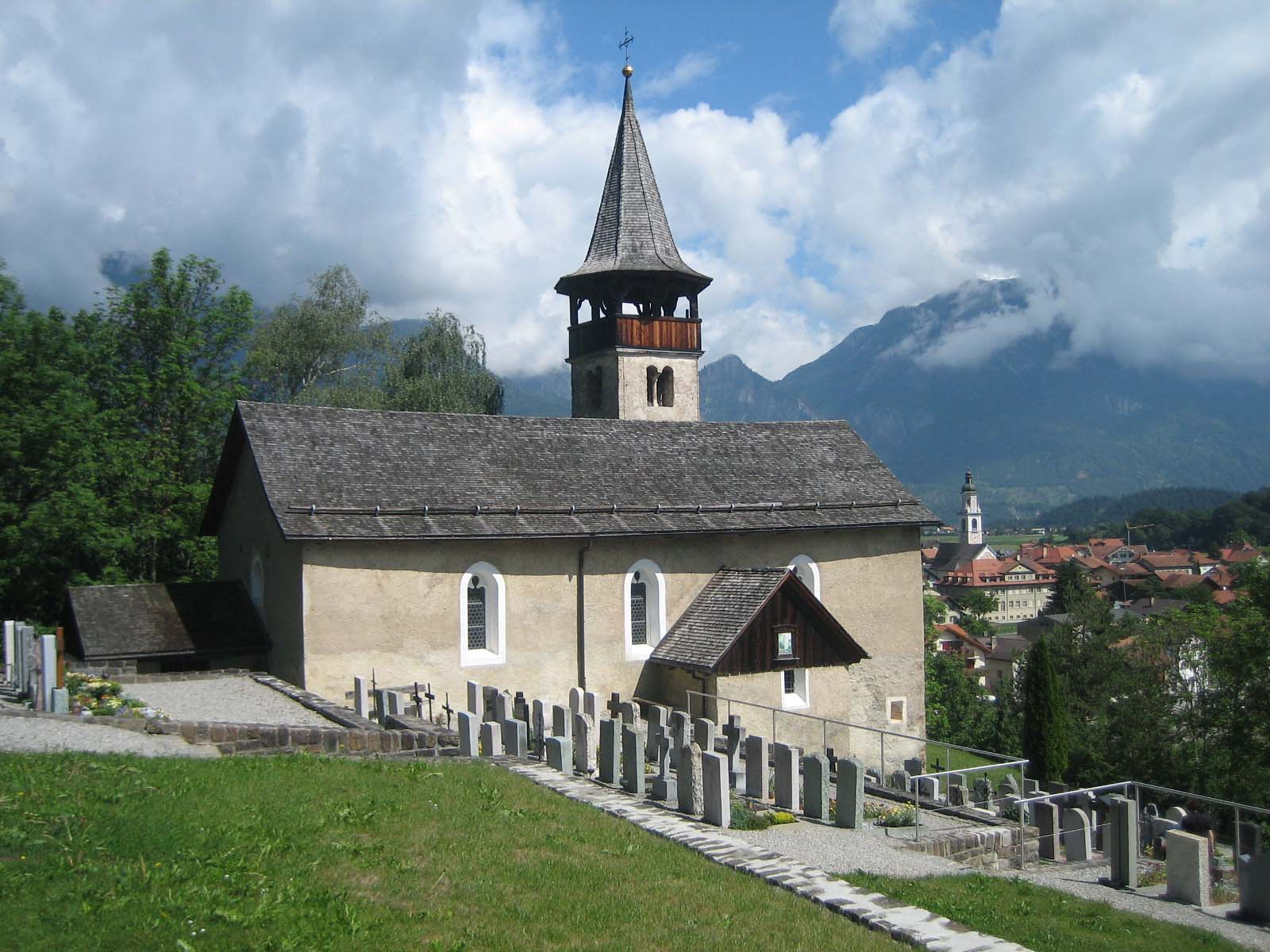
Sogn Paul in Rhäzüns

Die Kirche Sogn Paul (romanisch für St. Paul) ist die ehemalige Pfarrkirche des Dorfes Rhäzüns im schweizerischen Kanton Graubünden und fungiert heute als Friedhofskirche. Sie ist Eigentum der römisch-katholischen Kirchgemeinden Bonaduz und Rhäzüns und täglich von 8 bis 19 Uhr geöffnet.

## Lage
Sogn Paul steht leicht erhöht am südwestlichen Dorfrand neben dem Friedhof und bildet gleichsam den Gegenpol zur auf der anderen Seite des Dorfes gelegenen Kirche von Sogn Gieri.

## Bau
Der einschiffige Bau wird von einem Satteldach gedeckt, der Eingang liegt an der bergseitigen Westseite unter einem überdachten Vorplatz. Die südliche Längswand wird durch drei gotische Spitzbogenfenster und die angebaute Sakristei gegliedert. An der Nordseite des Chors steht der Turm mit quadratischem Grundriss. Über den doppelten Schallfenstern geht das Mauerwerk in einen Holzbau über, darauf erhebt sich ein achteckiger mit Holzschindeln gedeckter Spitzhelm. Unter vorstehenden Steinplatten, die den Giebelverlauf des ältesten Chores anzeigen, zeigt ein Wandbild des Waltensburger Meisters aus der ersten Hälfte des 14. Jahrhunderts den heiligen Christophorus.

## Baugeschichte
Schriftliche Quellen über den Bau von Sogn Paul fehlen. Anlässlich der Gesamtrestaurierung in den Jahren 1988–1992 konnten jedoch vier Bauphasen festgestellt werden. Der älteste Teil entstand im 12. oder 13. Jahrhundert und umfasste etwa ein Fünftel der heutigen Fläche. Wohl zu Beginn des 14. Jahrhunderts wurde südlich die Begräbniskapelle der Herren von Rhäzüns angebaut, so dass zwei eigenständige Bauten aneinander grenzten. Anfang des 15. Jahrhunderts wurde dieses Doppelgebäude unter einem einheitlichen Dach zusammengefasst und gegen Westen erweitert, womit die Kirche nun über ein Schiff mit zwei Chören verfügte. Um 1620 wurden die beiden Chorgewölbe zu einem einzigen zusammengefügt und mit einer Holzdecke versehen. Das Schiff wurde nochmals beträchtlich gegen Westen hin erweitert.
Der Turm wurde im 14. Jahrhundert unter Verwendung von Teilen eines niedergelegten romanischen Turmes neu aufgebaut und zu Beginn des 15. Jahrhunderts erhöht. Seine heutige Gestalt erhielt er zusammen mit dem Hauptbau um 1620. Er enthält zwei Glocken:
- Glocke 1 mit einem Durchmesser von 650 mm und einem Gewicht von etwa 100 kg ist auf den Schlagton c″ gestimmt. Sie zeigt ein Bild des heiligen Joseph und trägt die Aufschrift: «JAKOB DE LE SEWEN GLOGEN GIESER IN OBEREMS 1798, BURGER VON FREIBURG IN DER SCHWEITZ».
- Glocke 2 mit einem Durchmesser von 510 mm und einem Gewicht von etwa 145 kg ist auf den Schlagton b″ gestimmt. Auf ihr sind vier Kreuze als Symbol der vier Evangelisten zu sehen. Sie wurde um das Jahr 1500 von einem unbekannten Giesser gegossen.

## Das Innere

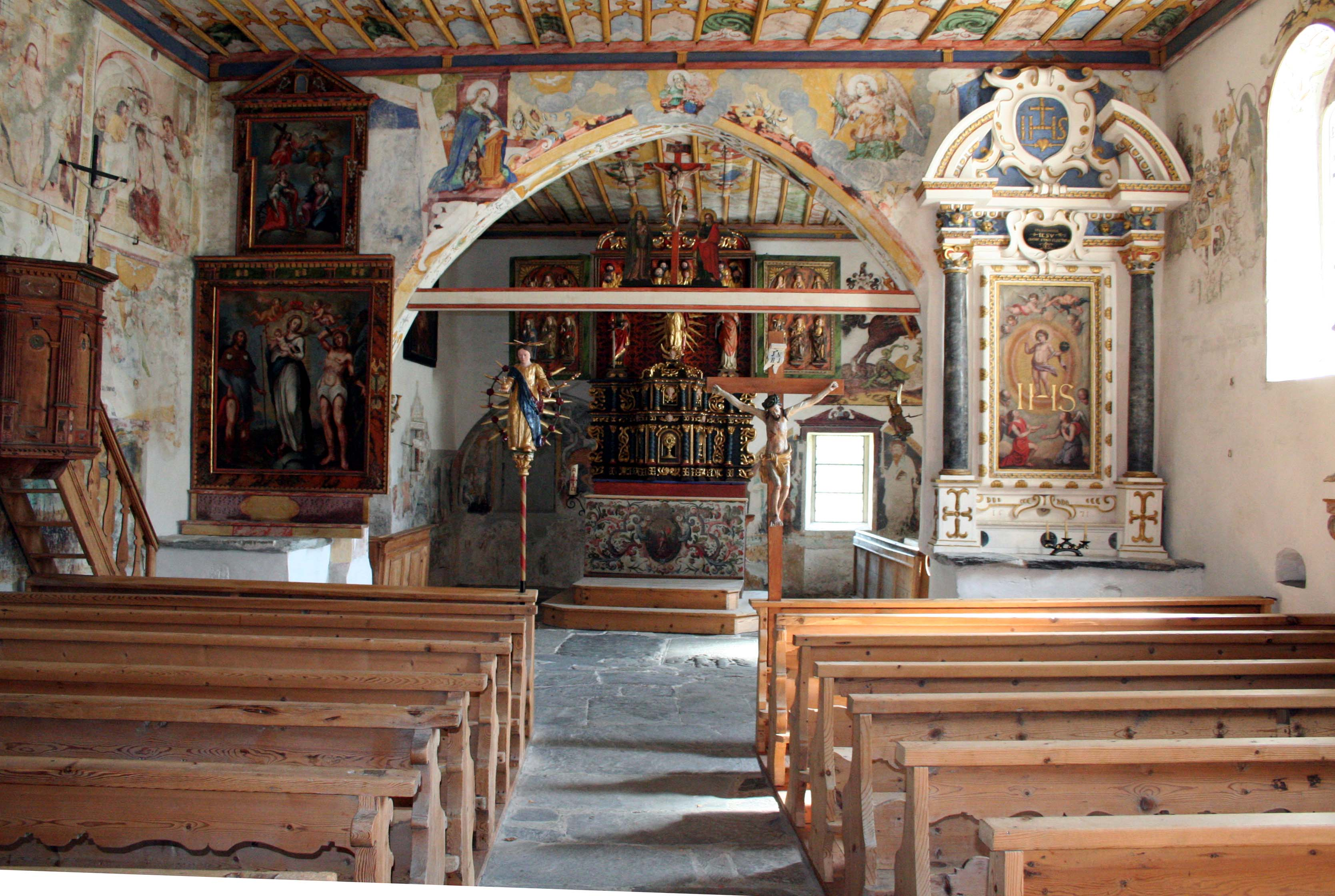
Innenansicht

### Raum
Schiff und Chor werden von einer um 1620 eingezogenen flachen Holzdecke überdeckt. Marmorierte Bahnen umgeben die zentrale Darstellung: die Bekehrung des Paulus. Der Fussboden besteht aus unregelmässigen Natursteinplatten; im südlichen Chorbereich zeigen Grabsteine die Lage der ehemaligen Begräbniskapelle an.

### Malereien
Die Wandmalereien an der nördlichen Chorwand entstanden gegen Ende des 16. Jahrhunderts und zeigen Szenen aus der Passions- und Auferstehungszeit Christi. Andere Malereien stammen aus dem 13. bis 17. Jahrhundert. An der südseitigen und rückseitigen Chorwand haben sich mit u. a. der heiligen Anna und des heiligen Nikolaus Bilder des Waltensburger Meisters erhalten. Die Darstellung auf der rückseitigen Chorwand vom Kampf Georgs gegen den Drachen ist von einem unbekannten Meister und stammt aus dem 17. Jahrhundert.
Dass die abgebildeten Heiligen, Kleriker, Laien und Ritter sehr verschieden wirken, hängt mit ihrer unterschiedlichen Entstehungszeit zusammen. Die Vorgängerbauten wurden in die heutige Kirche integriert; nach Untersuchungen aus den Jahren 1991 und 1992 werden im Chor sechs Farbschichten unterschieden.

### Ausstattung
Der Hochaltar im Chor stammt aus dem 17. Jahrhundert; der Schrein zeigt die Muttergottes, begleitet von den Heiligen Paulus und Petrus; letzterer stammt aus einem älteren Altar aus dem 16. Jahrhundert.
Der linke Seitenaltar stammt ebenfalls aus dem 17. Jahrhundert und zeigt im Hauptbild Maria Immaculata, links den heiligen Sebastian, rechts den heiligen Rochus. Der rechte Seitenaltar aus Stuck zeigt im Hauptbild das von Engeln umgebene Jesuskind. Am Unterbau des Altars steht die Jahreszahl 1671.
Die achteckige Holzkanzel auf der Nordseite stammt aus dem Jahr 1625. Sie trägt den Namen des Stifters, des damaligen Pfarrers Otto von Castelmur sowie die Namen der Handwerksmeister Gion und Melchior Harrt.

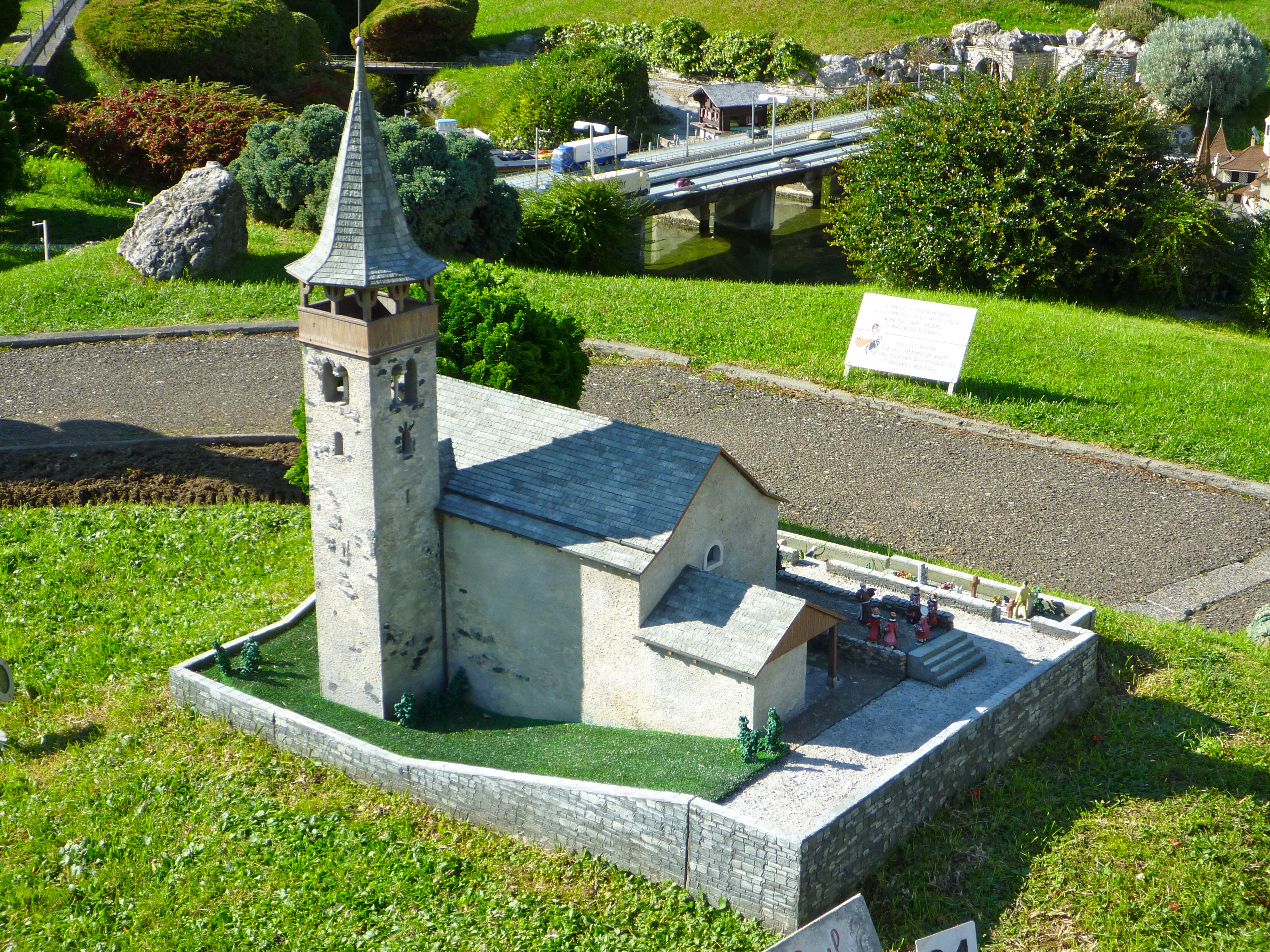
Modell bei Swissminiatur

Die Empore mit geschweifter Brüstung und barocken Füllungen stammt aus dem frühen 18. Jahrhundert und stammt ursprünglich aus der Rhäzünser Pfarrkirche Nossadunna. Die acht heraldischen Grabplatten aus dem 17. Jahrhundert im Chor erinnern an die früheren Verwalter und Pfarrherren von Rhäzüns.

## Varia
Ein Modell der Kirche Sogn Paul im Massstab 1:25 steht bei Swissminiatur in Melide (Ausstellungsnummer 26).